# فرودگاه ریهیون
فرودگاه ریهیون (به انگلیسی: Rihyon Airport) یک فرودگاه نظامی است . این فرودگاه در شهرستان شین‌وون کشور کره شمالی قرار دارد و در ارتفاع ۱۸۳ متری از سطح دریا واقع شده‌است.